# 8328 Uyttenhove
8328 Uyttenhove (1981 QQ2) là một tiểu hành tinh vành đai chính được phát hiện ngày 23 tháng 8 năm 1981 bởi H. Debehogne ở Đài thiên văn Nam Âu.